# Sainte-Gemme (Gers)
Sainte-Gemme è un comune francese di 139 abitanti situato nel dipartimento del Gers, nella regione dell'Occitania.

## Società

### Evoluzione demografica
Abitanti censiti